# Akt (Charis, Santa Monica)

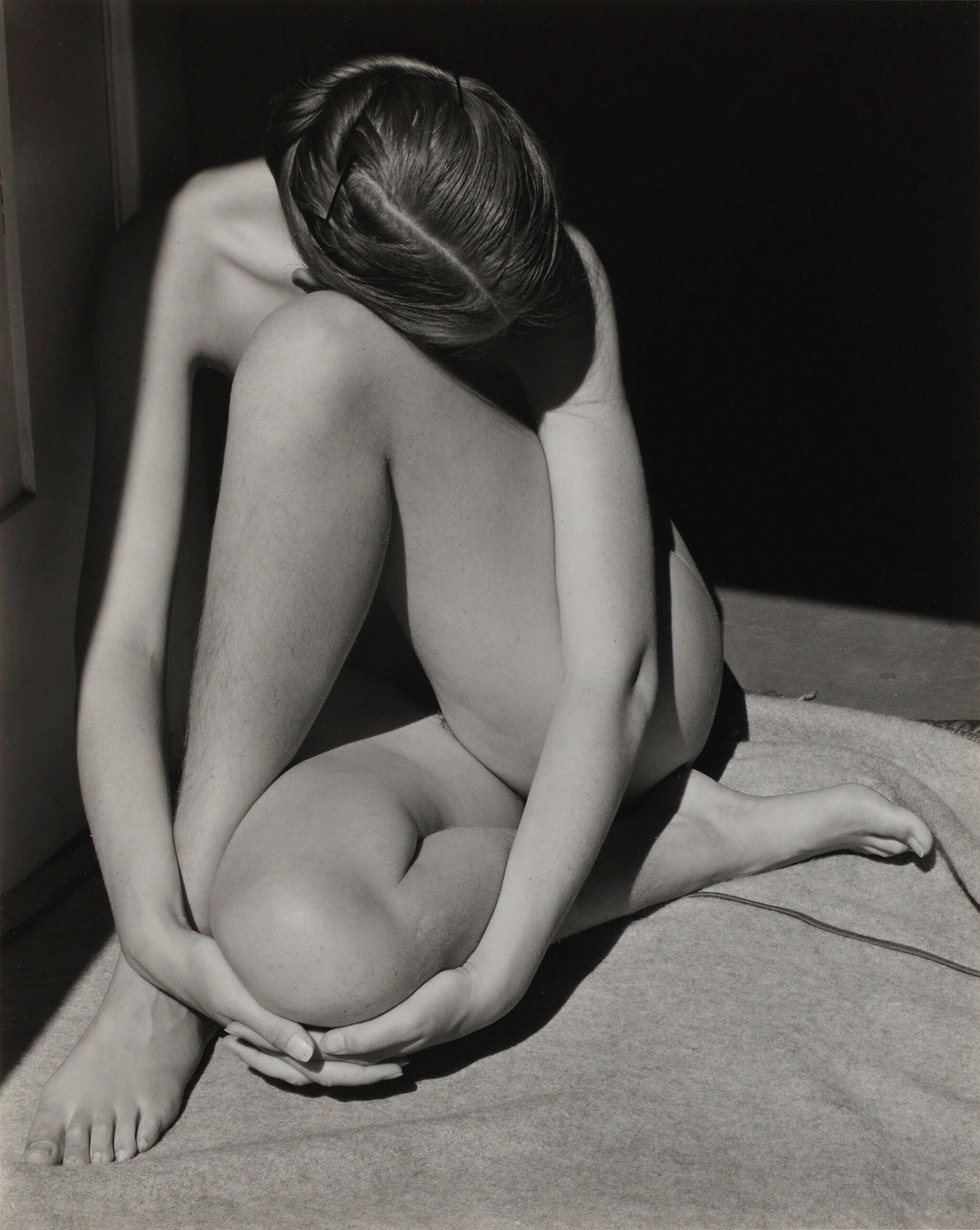
Akt (Charis, Santa Monica) (zselatinos ezüst, 1936)

Az Akt (Charis, Santa Monica) címet kapta Edward Weston egyik legismertebb fotója, melyet 1936-ban asszisztenséről és későbbi feleségéről, Charis Wilsonról készített Santa Monica-i házuk erkélyén.

## Története
A nagy gazdasági világválság negatív hatásai elől Weston sem menekülhetett. Ismertsége ellenére megrendelései fogyatkoztak, glendale-i stúdióját 1935-ben be kellett zárnia. Fiaival Santa Monicába költözött egy kis házba, ahol ha szűkösen is, de mindannyian elfértek. Később megkérte asszisztensét, Charis Wilsont, hogy költözzön hozzájuk. Weston és asszisztense a ház nagy hálószobájában lakott, ahonnan egy napsütötte veranda nyílott a óceánra. Ezen a verandán készítette Weston híressé vált aktfotóját a fiatal Charisről. „A hálószoba ajtajánál ültem. A fény szinte vakító volt. Lehajtottam a fejem, hogy ne kelljen belenéznem, ekkor Edward annyit mondott: »Maradj így.« Nem volt elégedett az árnyékkal a jobb karomon, én pedig nem voltam elégedett sem a csavart hajammal, sem a hajcsatommal” – emlékezett vissza Charis a fotózásra.
Ellentétben sok korábbi felvételével, úgy tűnik, Weston erről a képről nem igazán akart beszélni. Éveken keresztül írt fotóiról, munkájáról saját lapjába, a Daybooks című folyóiratba, de ennek szerkesztésével, még 1934-ben, a fotó készítése előtt hagyott fel. Így saját, személyes hangvételű írás nem született a 20. század egyik legismertebb aktfelvételéről.
Weston egy 8 x 10-es, Zeiss lencsével felszerelt Ansco fényképezőgéppel örökítette meg későbbi feleségét a vakító napfényben. Szokásához híven csak egyetlenegyszer exponált. Westonnak a negatívon hosszadalmas utómunkára volt szüksége, hogy a kép erőteljes kontrasztját, a fény és árnyék egyensúlyát megteremtse. A eredeti képkockáról mintegy tucat nyomatot készített 24,2 x 19,3 cm-es méretben. A későbbi nyomatokat, melyek mind az eredeti negatívról készültek, fia, Cole Weston hitelesítette. Ezeken a nyomatokon a az alábbi bélyegző szerepel: „Negative by Edward Weston. Printed by Cole Weston”.
Az eredeti felvétel nyomatai ma az Art Institute of Chicago, a Center for Creative Photography, a George Eastman House, a J. Paul Getty Múzeum, a Milwaukee Art Museum, a Nelson-Atkins Museum of Art, a Norton Simon Museum és a Santa Cruz-i Kaliforniai Egyetem gyűjteményében találhatóak.